# Urakami
Urakami (japanisch 浦上) war ein Ort im Norden von Nagasaki, benannt nach dem gleichnamigen Fluss. Es war der exakte Bodennullpunkt des Atombombenabwurfs vom 9. August 1945. Hier stand mit der Urakami-Kathedrale die einstmals größte Kathedrale in Ostasien.

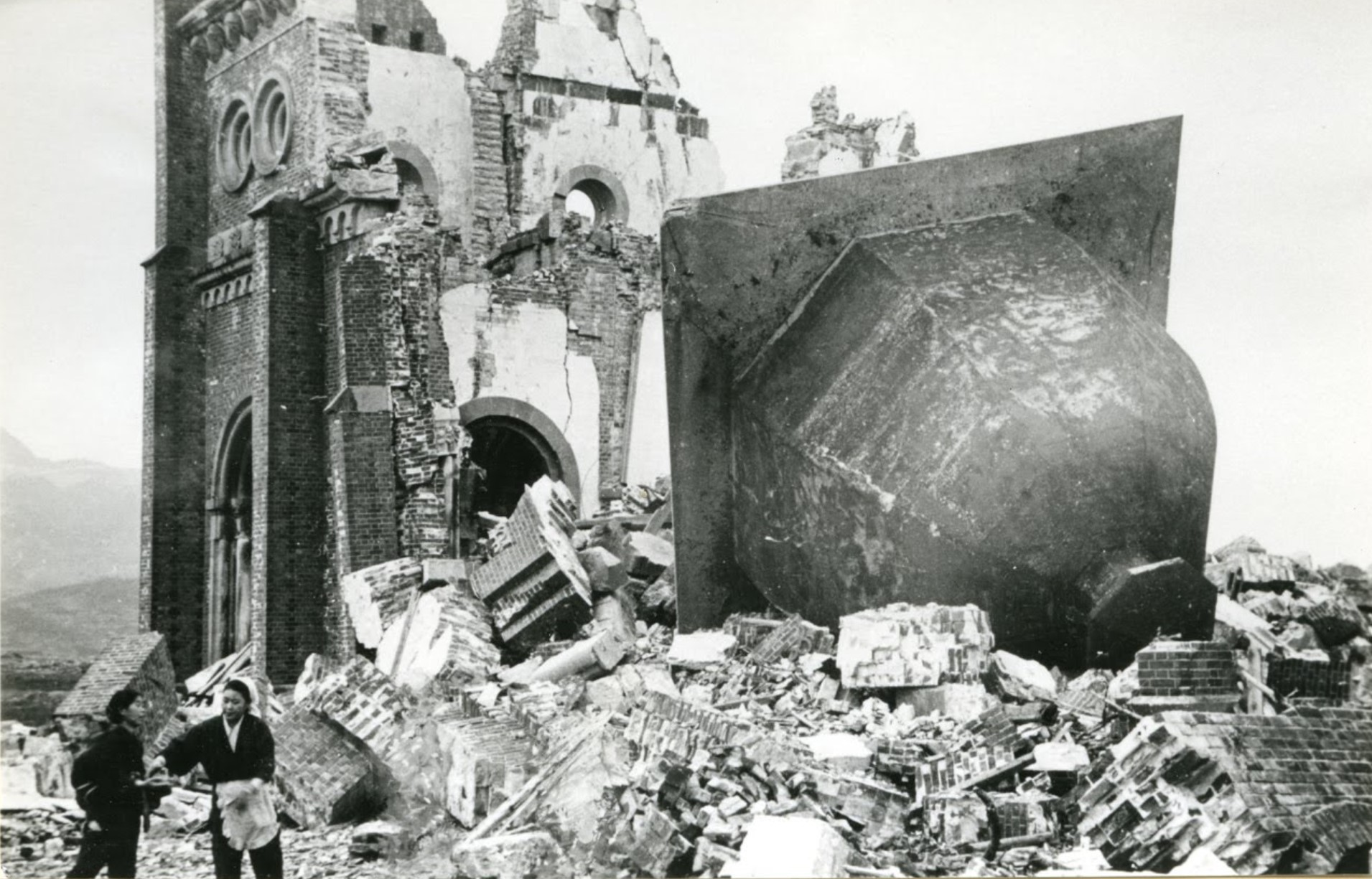
Urakami Tenshudō, katholische Kirche in Nagasaki, am 7. Januar 1946

In Urakami wohnten die 15 Christen, die dem französischen katholischen Priester Bernard Petitjean 1865 in der neu errichteten Kirche von Ōura begegneten und die bis dahin ihren Glauben im Untergrund praktizieren mussten. Dieses Ereignis markiert die Wiederbelebung des Christentums in Japan. Im Gegensatz dazu stand der Atombombenabwurf, bei dem 8500 der 12.000 Christen in Japans größter christlicher Gemeinde umkamen.
Paul Takashi Nagai bekam von den zahllosen Opfern des Atombombenabwurfs, denen er half, den Beinamen „der Heilige von Urakami“.